# Adam Willmann
Adam Willmann (ur. 16 lutego 1908 w Rawie Ruskiej, zm. 1995) – polski działacz państwowy i dyplomata, ambasador PRL na Węgrzech (1955–1959), we Włoszech (1962–1967) i Finlandii (1972–1978), wiceminister spraw zagranicznych (1969–1972).

## Życiorys
Syn Kazimierza. Z wykształcenia filolog romanista, absolwent Uniwersytetu Jana Kazimierza we Lwowie (1930), w okresie studiów ukończył także kurs języka francuskiego na Universite de Poitiers (sierpień 1929). W latach 1928–1939 pracował w następujących miejscach: Zarząd Okręgowy Woj. Ligi Obrony Powietrznej i Przeciwgazowej (Lwów), od praktykanta po zastępcę dyrektora okręgu, następnie kierował administracją i buchalterią Instytutu Techniki Szybownictwa, Studium Lotniczego Politechniki Lwowskiej i Laboratorium Aerodynamicznego.
W latach 1940–1941 pracował w Zarządzie Państwowych Kas Oszczędności i Państwowego Kredytu we Lwowie, po ukończeniu kursu podwyższającego kwalifikacje, mianowany kierownikiem finansowym Państwowych Kas Oszczędności i Państwowego Kredytu Rejonu Ponikowickiego. W latach 1941–1944 pracował w zakładzie „Kontakt” i Spółdzielni Inżynierskiej we Lwowie jako: urzędnik administracyjny i kierownik administracyjny.
Po wojnie pracował jako szef biura, potem dyrektor administracyjny w Zakładach Ceramicznych „Opoczno”. Od sierpnia 1945 w Świdnicy, był zastępcą dyrektora i dyrektorem Delegatury Zjednoczenia Przemysłu Materiałów Ogniotrwałych. Od września 1947 w Zakładach Materiałów Ogniotrwałych w Żarowie, od października dyrektor. Od 14 listopada 1947 w PPR, następnie w PZPR. Z początkiem 1949 został powołany na Naczelnego Dyrektora Zjednoczenia Zakładów Materiałów Ogniotrwałych w Gliwicach. Od czerwca 1951 początkowo wicedyrektor departamentu planowania w Ministerstwie Przemysłu Ciężkiego, po reorganizacji ministerstwa, od kwietnia 1952 dyrektor Departamentu Planowania Ministerstwa Hutnictwa.
Od lutego 1955 pracował w Ministerstwie Spraw Zagranicznych, od lipca pełnił obowiązki polskiego ambasadora na Węgrzech, przebywając w Budapeszcie podczas powstania węgierskiego 1956. Od lipca 1959 do 1967 sprawował misję ambasadora PRL we Włoszech. W marcu 1967 mianowany dyrektorem Departamentu IV MSZ, w listopadzie 1969 został wiceministrem spraw zagranicznych, odpowiadał m.in. za prace nad układem polsko-niemieckim. W 1972 ponownie wysłany na placówkę, tym razem do Helsinek, gdzie przebywał do 6 czerwca 1979.

## Ordery i odznaczenia
- Order Sztandaru Pracy II klasy (1964)[2]
- Krzyż Kawalerski Orderu Odrodzenia Polski (16 lipca 1954)[3]
- Srebrny Krzyż Zasługi (7 marca 1939)[4]
- Medal 10-lecia Polski Ludowej (12 stycznia 1955)[5]
- Medal pamiątkowy Rady Ochrony Pomników Walki i Męczeństwa (1971)[6]
- Wielki Oficer Orderu Zasługi Republiki Włoskiej (1965)[7][8]
- Złoty Medal "Za zasługi w rozwoju przyjaźni i współpracy z CSRS" (Czechosłowacja, 1970)[9]